# Бородино (деревня, Дмитровский городской округ)
Бородино — деревня в Дмитровском районе Московской области, в составе сельского поселения Синьковское. До 2006 года Бородино входило в состав Кульпинского сельского округа.

## Расположение
Деревня расположена в западной части района, примерно в 25 км к западу от Дмитрова, на возвышенности Клинско-Дмитровской гряды, высота центра над уровнем моря 220 м. Ближайшие населённые пункты — Телешово на севере, Нестерцево на юго-западе и Голяди на северо-востоке.

## Население
| 2002 | 2006 | 2010 |
| ---- | ---- | ---- |
| 2    | ↗8   | ↗10  |